# Чиков
Чиков (лат. Misgurnus  fossilis) је слатководна риба која подсећа на јегуљу или змију, припада фамилији Cobitidae.
- Латински назив: Misgurnus fossilis

- Локални називи: чик, змијац, пузија[1]

- Макс. дужина: 30 cm.

- Макс. маса: 100  – 150

- Време мреста: од месеца - до месеца.

## Опис и грађа
Чиков има губицу која му је спуштена надоле и на њој се налази десет бркова. Шест великих бркова на горњој страни усне, а четири мања су на доњој усни. Има дугачко тело, спреда скоро цилиндрично, а сва пераја су му заокругљена. Трбушна пераја су мала и далеко иза грудних. Крљушт му је ситна и скоро неприметна јер је покривена дебелим слојем слузи. По леђима је жутомрке боје, са местимичним црним пегама. По боковима му се пружају дугачке црне траке, код којих је средина нешто шира. Стомак му је већином жуте боје, мада има и примерака са црвенкастим трбухом.

## Навике, станиште, распрострањеност
Чиков је риба низијских вода и раширен је по целој Европи. Не воли велике дубине те обитава у тихим, мирним водама, или у каналима са муљевитим дном. У стању је да е да преживи и у условима где би свака друга риба угинула, јер он уз помоћ једног црева апсорбује кисеоник из ваздуха, стварајући резерве, па тако, укопан у влажни муљ, може да опстане и по месец, па и више дана.
У Србији га има у рекама црноморског слива.

## Размножавање
Чиков се мрести у различито време, а о томе постоје неколико мишљења:
- Икру баца у децембру
- Икру баца у пролеће
- Два пута годишње - зими и у мају.

Највероватније је да мрест почиње у рано пролеће и да траје доста дуго. Женка је веома плодна, лепи икру за водено растиње, а положи преко 150.000 јајашаца. 